# (37759) 1997 EL36
1997 EL36 (asteroide 37759) é um asteroide da cintura principal. Possui uma excentricidade de 0.09696530 e uma inclinação de 8.58619º.
Este asteroide foi descoberto no dia 4 de março de 1997 por LINEAR em Socorro.